# Brommella
Brommella es un género de arañas araneomorfas de la familia Dictynidae. Se encuentra en la zona holártica.

## Lista de especies
Según The World Spider Catalog 12.0:
- Brommella bishopi (Chamberlin & Gertsch, 1958)
- Brommella falcigera (Balogh, 1935)
- Brommella hellenensis (Wunderlich, 1995)
- Brommella lactea (Chamberlin & Gertsch, 1958)
- Brommella monticola (Gertsch & Mulaik, 1936)
- Brommella punctosparsa (Oi, 1957)